# Джессел, Патриша
Патри́ша Хе́лен Дже́ссел (англ. Patricia Helen Jessel; 15 октября 1920, Гонконг, Британские заморские территории — 10 июня 1968, Лондон, Англия, Великобритания) — британская актриса театра и кино, певица. Лауреат премии «Тони» (1955) в номинации «Лучшая женская роль второго плана в пьесе» за роль Ромэн из пьесы «Свидетель обвинения» (1954).

## Биография
Патриша Хелен Джессел родилась 15 октября 1920 года в Гонконге (Британские заморские территории).
Патриша начала карьеру театральной актрисы приблизительно в 1954 году. В этом же году Джессел сыграла роль Ромэн в пьесе «Свидетель обвинения» и в следующем году получила премию премии «Тони» в номинации «Лучшая женская роль второго плана в пьесе» за эту роль. В период 1957—1968 годов Джессел снялась в 20-ти фильмах и телесериалах. Также она являлась певицей.
Патриша была замужем за Джорджем Финбергом.
47-летняя летняя Патриша скончалась от сердечного приступа 10 июня 1968 года в Лондоне (Англия, Великобритания).